# 普鲁瓦亚尔
普鲁瓦亚尔（法語：Proyart）是法国皮卡第大区索姆省的一个市镇，属于佩罗讷区绍讷县。该市镇2009年时的人口为695人。

## 人口
普鲁瓦亚尔人口变化图示
| 数据来源：INSEE |